# Santa Lucia alla Badia
Koordinaten: 37° 3′ 31,2″ N, 15° 17′ 35,5″ O
Santa Lucia alla Badia (Heilige Lucia bei der Abtei) ist eine Barockkirche in Syrakus, Sizilien. Geweiht ist sie der Stadtpatronin, der hl. Lucia von Syrakus.
Daneben gibt es die Grabkirche Santa Lucia al Sepolcro.

## Standort und Lage
Die Kirche liegt am südlichen Ende des Domplatzes (Piazza Duomo) von Syrakus, der gleichzeitig die höchste Erhebung der Halbinsel Ortygia ist. Rechts von der Kirche führt die Via Pompeo Picherali hinunter zur Arethusaquelle.

## Geschichte und Architektur
Das ursprüngliche Kloster der Zisterzienserinnen mit Kirche aus dem 15. Jahrhundert wurde 1693 durch ein Erdbeben vollständig zerstört. Dem bedeutenden Stadtbaumeister Luciano Caracciolo wurde die Planung des Kirchenneubaus übertragen. Der Neubau im Barockstil erfolgte zwischen 1695 und 1705.
Die hohe Fassade trennt ein filigran gestalteter, schmiedeeiserner Balkon in zwei Geschosse. Eine doppelgeschossige Blendfassade mit einem eisernen Kreuz schließt die 25 m hohe Fassade ab. Den Gesamteindruck bestimmt das barocke Eingangsportal mit seinen freistehenden, gewundenen Säulen und der reichen Verzierung des Giebels. Das fein ausgeführte, reiche Dekor erinnert an den plateresken Stil Spaniens Ende des 15. Jahrhunderts.  

## Ausstattung
Der einschiffige Innenraum weist vier barocke Altäre auf. Über dem Presbyterium spannt sich eine Kuppel mit Fresken, die den Triumph der heiligen Lucia darstellen (1783).